# Sérike
Sérike es un personaje de la mitología talamanqueña de los pueblos bribris  y cabécares del Caribe sur de Costa Rica. Es el niño huracancito, la esencia y espíritu del viento. Sérike es el niño más alegre, travieso y juguetón, el que desafía los obstáculos del mundo atrevido. Ante muchas circunstancias es él quien forma las tormentas, ventiscas y/o aguaceros.